# Asher Quinn
Asher Quinn, ou Denis Lloyd Bruce Hale ou Denis Anthony Reuben Marks (Londres, 22 de setembro de 1952), é um músico britânico muito conhecido na Europa e na América do Norte por suas músicas e composições nos gêneros new age, música espiritual e baladas líricas. Quinn, que prefere ser chamado pelo nome Asha é multi-instrumentista e cantor de baladas místicas  tendo sido inicialmente conhecido como Denis Quinn na gravadora New World Music.

## Biografia
Quinn nasceu em Dulwich, no sul de Londres. Ele foi batizado Denis Lloyd Bruce Hale mas aos dois anos de idade teve seu nome mudado para Denis Anthony Reuben Marks quando foi adotado por um casal. Uma curiosidade sobre sua infância é o fato incomum de ter aprendido a tocar piano sozinho, sem que ninguém o ensinasse, quando tinha apenas três anos de idade.
Quinn é embaixador do Departamento de Polícia Holandês/Americano, uma entidade voluntária com sede na Holanda que tem como objetivo principal  proteger e servir em prol do bem-estar de crianças em estado terminal de vida e ou desabilitadas mentalmente.

## Carreira musical
O álbum de estréia de Quinn na gravadora New World Music foi Open Secret  com música instrumental que tornou Asha pioneiro de uma mistura de composições neo-clássicas e música instrumental ambient, colaborando para a expansão do então novo gênero de música new age. Esse álbum foi produzido por seu amigo e mentor Anthony Phillips , co-fundador do Genesis . O álbum ficou em primeiro lugar nos gêneros new age e ambient no mundo todo e a faixa Soldier of Love passou a ser usada como um hino por várias organizações espiritualistas. Andy Latimer da banda de rock progressivo Camel  tocou a guitarra solo em Soldier of Love, e Phillips tocou a guitarra clássica. O violoncelista Jemma Siddel, o baterista Tristan Maillot, a flautista Cynthia Robertson, o oboísta Anthony Freer do The Enid e o violinista Ivor McGregor também tocaram.Em 1988, Asha gravou uma coleção de peças para piano levemente orquestradas em um álbum chamado Single as Love e em seguida lançou o inovador Mystical Heart em 1989, também produzido por Anthony Phillips. Asha trouxe importante inovação para o gênero new age com Mystical Heart, que incluiu vocais e também foi sucesso top. A "Missa Greca" (Missa grega) é outra faixa amplamente utilizada como um hino por organizações espiritualistas, a partir deste álbum. Sharon Sage , filha da romancista Lorna Sage, cantou vocais femininos e Aziz Dikeulias, de origem grega e estudioso de sufismo cantou o doxastikon nesta faixa. Uma série de álbuns de sucesso com a New World Music fizeram-no internacionalmente conhecido simplesmente como Asha.
Em 1990, Quinn compôs Wings of fire  , produzido pelo colega Phil Thornton da New World Music, antes de gravar pela última vez com Anthony Phillips o álbum Amadora em 1991. Ambos os álbuns misturam passagens instrumentais com vocais, cantos e mantras. Amadora destaca vocais eufônicos.
Entre 1992-1995, Quinn gravou Fiery Moon , Field of stars e Marriage of the Sun and Moon com Thornton, todos os novos álbuns new age vocais e instrumentais, bem como o puramente instrumental Concerto dos Anjos e um retrabalhado Art of Love. O instrumental Concerto dos Anjos ainda é o título mais vendido. Thornton tocou a guitarra solo em várias faixas.
Três álbuns mais vocais e instrumentais seguiram-se entre 1996-1999, produzidos pelo artista contemporâneo de new age James Asher. Estes foram Ressurection , Love is the only prayer e Music for Love. Return to your Soul do álbum Music for Love  foi outra faixa adotado como um hino por diversas entidades. O tenor Philip Ball e a cantora de formação clássica Susanne Bramson  apareceram em Love is the only Prayer. Do seu casamento com Kitty Price, Quinn tem dois filhos, Theo (n. 1994) e Isaac (n. 1998). Entre 1999-2005, Quinn não lançou novos álbuns para dedicar-se mais à sua família. O primeiro concerto de Quinn foi realizado em Copenhague, Dinamarca, em 1998, para a Fundação Teosófica dirigida por Tara Ananda Shah. Várias compilações de Quinn foram divulgadas pela New World Music, incluindo Celestine, Profecia e Silent Night, antes que ele saísse para se tornar independente em 2005. East of East foi lançado pela primeira vez no selo Goodheart Music, em 2005, e mais tarde re-lançado pelo selo do músico holandês Roland van Steijn Wolfeye em 2007. Este foi um álbum de cantor-compositor mais popular, embora ainda espiritualmente influenciado e foi produzido por Med Goodall, Phil Thornton e Roland van Steijn. Quinn, em seguida, gravou mais dois álbuns com o velho amigo Phil Thornton, High Planes Music em 2007, e o álbum duplo Songs of Love and Chains em 2008 , ao mesmo tempo, lançando várias compilações de volta catalogando títulos com a Wolfeye Music, bem como o novo álbum Serpent in Paradise como compositor e cantor em 2008, produzido por Roland van Steijn , que também tocou a guitarra solo. O autor francês Michel Houellebecq  realizou um filme baseado no seu romance The Possibility of an Island, em 2008, usando duas peças de Quinn na trilha sonora, Amadora e In Love .
Depois de uma breve produção com Rob Ayling da Voiceprint Records no Reino Unido, em 2009, que relançou Open Secret com bônus de faixas vocais, e Serpent in Paradise, além de lançar um CD duplo dos maiores hits chamado Forgotten Language of the Heart, Quinn fundou sua própria empresa independente, a Singing Stone Music. Falling Through Time (2010), O Great Spirit (2011) e Sacred Songs (2012) foram três álbuns com tema espiritual com músicas escritas e cantadas por Quinn  e produzidos por Shaun Britton , jovem com pós-graduação em tecnologia musical, apresentando vocais femininos executados por Jimena Larraguivel e Jaba em Falling Through Time e com Kristian Biddiss na guitarra solo.
Em 2013, Quinn lançou State of Grace produzido pelo músico holandês Arno op Den Camp . State of Grace conta com colaborações de Myristica  e vocais adicionais de Kerani  e de Emoke Labancz que é também parceira de Quinn na Singing Stone Music como diretora de arte e web designer da sua página oficial. Em 2014, ao lançar o álbum Heal Your Heart  , Quinn realizou a regravação e reinterpretação de versões de 16 das suas músicas mais populares.
Desde 2004, Quinn já se apresentou no Reino Unido, Holanda, Espanha, Islândia, Dinamarca, Hungria (para o Napfenyes Elet Alapítvány), Alemanha (para o Rainbow Spirit Festival) e Finlândia. 

## Estilo musical
A música de Quinn é fortemente influenciada e expressiva das tradições espirituais, notadamente o caminho do sufismo, o misticismo cristão e a Cabala.Ele foi iniciado na ordem Sufi de Pir Vilayat Inayat Khan em 1988  . No mesmo mesmo ano mudou judicialmente o seu nome de Denis para Asha e dessa forma realizou um sonho. O seu sobrenome legal era Quinn desde 1980.  

### Álbuns de estúdio
- 1987: Open Secret
- 1988: Single as Love
- 1989: Mystic Heart
- 1990: Wings of Fire
- 1991: Amadora
- 1992: Fiery Moon
- 1993: Concert of Angels
- 1993: Art of Love
- 1993: Single as Love (re-worked)
- 1994: Field of Stars
- 1995: Marriage of the Sun and Moon
- 1996: Resurrection
- 1997: Love is the Only Prayer
- 1999: Music for Love
- 2005: East of East
- 2007: High Planes Music
- 2008: Serpent in Paradise
- 2008: Songs of Love and Chains
- 2009: Live at Violet Hill
- 2010: Falling Through Time
- 2011: O Great Spirit
- 2012: Sacred Songs
- 2013: State of Grace
- 2014: Heal Your Heart

### Compilações
- 1996: Celestine
- 1996: Prophecy
- 2004: Silent Night
- 2005: This Love
- 2005: Stardance
- 2005: Sketches of Innocence
- 2009: Forgotten Language of the Heart
- 2010: Songs of Asher Quinn

### Vídeos
Canal no Youtube: youtube.com/user/asherquinnmusic